# Wolfram Sailer
Wolfram Sailer (* 19. Dezember 1953 in Karlsruhe) ist ein deutscher Pädagoge, Anglist und Politiker. Er war Mitglied der Bremischen Bürgerschaft (Grüne).

## Biografie
Sailer studierte Anglistik und promovierte in den 1990er Jahren zum Dr. phil. Er war als Gewerkschaftssekretär tätig und bis 2015 als Pädagoge Studienrat für Englisch, Gesellschaft und Politik, u. a. an der Oberschule Findorff und der Gesamtschule Mitte (GSM) sowie Moderator für Unterrichtsentwicklung im Team Oberschule/Gymnasium beim Landesinstitut für Schule Bremen (LIS) und dort im Sprachenrat Bremen vertreten.
Sailer ist Mitglied der Grünen und er war Landesvorstandssprecher der Grünen. Er war für die Grünen vom Februar 1991 bis 1995 in der 12. und 13. Wahlperiode fünf Jahre lang Mitglied der Bremischen Bürgerschaft und in der Bürgerschaft in verschiedenen Deputationen tätig und Stellvertretender Vorsitzender des nicht ständigen Ausschusses zu den Schulgesetzen. Von 1991 bis 1995 war er Mitglied im Landesbeirat für Kunst im öffentlichen Raum.
Er wurde 2015 zum 1. Vorsitzenden  der Sektion Bremen der E&M (Englisch und Mehrsprachigkeit) gewählt und war im Landesvorstand Bremen der Gemeinnützigen Gesellschaft Gesamtschulen (GGG).